# Georg Hambüchen
Georg Hambüchen (* 15. Januar 1901 in Düsseldorf; † 30. Oktober 1971 ebenda) war ein deutscher Landschafts-, Marine- und Porträtmaler der Düsseldorfer Schule.

## Leben
Georg Hambüchen war ein Sohn des Düsseldorfer Landschafts- und Marinemalers Wilhelm Hambüchen, den er auf Reisen nach Nieuwpoort und Katwijk begleitete. Sein Vater weckte nicht nur seine Leidenschaft für die Darstellung des Meeres, sondern machte ihn auch mit den Malern Eugen Kampf und Helmuth Liesegang bekannt. Im Alter von 15 Jahren begann Hambüchen eine Ausbildung an der Kunstgewerbeschule Düsseldorf. Von 1918 bis 1923 studierte er anschließend an der Kunstakademie Düsseldorf. Ab 1921 war er dort Meisterschüler von Carl Ederer. Wie sein Vater war auch Georg Hambüchen ein Mitglied des Künstlervereins Malkasten.
Er ist Onkel des Lehrers und Schriftstellers Bernd Hambüchen (* 1940).

## Werke (Auswahl)
- Egon Wilden, Porträt, Öl auf Leinwand, 1922[2]
- Selbstporträt im Atelier, 1924/1925
- Der Muggel, Porträt, Öl auf Leinwand, 1925[3]
- Blick auf Düsseldorf aus dem Atelierfenster, 1926
- Blick auf die Strandpromenade eines belgischen Badeortes, 1930
- Mühle in Lissewege, um 1930